# Tadeusz Ludwik Mleczko
Tadeusz Ludwik Mleczko (ur. 29 lipca 1939 w Zagórzu, zm. 13 sierpnia 2019 w Sanoku) – polski nauczyciel, polityk, działacz sportowy.

## Życiorys
Urodził się 29 lipca 1939 w Zagórzu jako syn Ludwika i Heleny. W 1957 zdał maturę w Liceum Ogólnokształcącym Męskim w Sanoku. Ukończył studium nauczycielskie na kierunku matematyka, później Wyższą Szkołę Pedagogiczną w Rzeszowie na kierunku historia. Podczas studiów w Rzeszowie był zawodnikiem II-ligowej drużyny siatkówki. Był nauczycielem historii w szkole podstawowej w Rzepedzi oraz w szkole w Zagórzu. Następnie pełnił funkcję zastępcy komendanta Hufca ZHP w Sanoku przez pięć lat. W latach 60. przez pięć lat był przewodniczącym Zarządu Powiatowego Związku Młodzieży Socjalistycznej w Sanoku był przewodniczącym Zarządu Miejskiego ZMS, odszedł z ZP ZMS na przełomie 1972/1973. Od 1967 był członkiem PZPR. Pracował w Komitecie Powiatowym i Miejskim PZPR w Sanoku. Od 1972 do 1975 był kierownikiem Miejskiego Ośrodka Propagandy Partyjnej (MOPP) PZPR w Sanoku, od 1975 do 1976 był zastępcą kierownika Wojewódzkiego Ośrodka Kształcenia Ideologicznego (WOKI) w Krośnie. W maju 1976 został wybrany sekretarzem organizacyjnym Komitetu Miejskiego PZPR w Sanoku (jego poprzednikiem był Stefan Majcher), ponownie wybrany w listopadzie 1977, pełnił to stanowisko do 1981. Od 26 sierpnia 1982 do 1984 był zastępcą kierownika, a od 1984 do 1990 kierownikiem Rejonowego Ośrodka Pracy Partyjnej (ROPP) PZPR w Sanoku.
W 1958 został członkiem Komisji Mandatowej przy Miejskiej Radzie Narodowej (MRN) w Sanoku. W latach 70. sprawował mandat radnego Powiatowej Rady Narodowej w Sanoku; w 1972 został przewodniczącym Komisji Mandatowej i został wybrany przewodniczącym Konwentu Seniorów. Został wybrany radnym MRN w Sanoku: 1973 (został członkiem Komisji Wychowania, Oświaty i Kultury), 1978, 1984 (został przewodniczącym Komisji Oświaty, Kultury i Sportu, do 1987). W październiku 1976 objął po S. Majcherze stanowisko zastępcy przewodniczącego Prezydium MRN w Sanoku, które pełnił w kolejnych latach. W 1978 został przewodniczącym powołanego wówczas Miejskiego Komitetu Kontroli Społecznej (MKKS). Został członkiem prezydium Komitetu Zjazdu wychowanków Gimnazjum i I Liceum w Sanoku w 100-lecie szkoły 1880–1980. Był wybierany członkiem zarządu Towarzystwa Rozwoju i Upiększania Miasta Sanoka: styczniu 1983, w czerwcu 1987. W latach 80. przy Towarzystwie Rozwoju i Upiększania Miasta Sanoka był przewodniczącym komisji ds. odznaki „Zasłużony dla Sanoka”. W latach 70. i 80. pełnił funkcję przewodniczącego Miejskiego Społecznego Rejonowego Komitetu (SRK) ORMO w Sanoku.
W 1991 przeszedł na rentę. W okresie III Rzeczypospolitej w latach 90. był sekretarzem rady regionalnej (rejonu) SdRP w Sanoku, 28 lutego 1999 wybrany sekretarzem rady powiatowej SdRP w Sanoku, a 21 listopada 1999 sekretarzem Rady Powiatowej Sojuszu Lewicy Demokratycznej w Sanoku. W wyborach samorządowych 1994 bez powodzenia ubiegał się o mandat radnego Rady Miasta Sanoka startując z listy SLD. W kadencji Rady Miasta Sanoka 1994-1998 zasiadał w Komisji Oświaty, Kultury, Sportu i Turystyki w charakterze członka spoza Rady. W wyborach samorządowych 1998 uzyskał mandat radnego I kadencji Rady Powiatu Sanockiego startując z listy SLD (był wówczas reprezentantem swojego komitetu wyborczego); pełnił stanowisko zastępcy przewodniczącego Komisji Kultury, Sportu i Turystyki i był szefem Klubu Radnych SLD. W 2002 wybrany przez powiatowe struktury SLD w Sanoku delegatem na Wojewódzką Konwencję Wyborczą partii w Rzeszowie. W wyborach samorządowych w 2002 bezskutecznie ubiegał się o mandat Rady Miasta Sanoka, startując z listy Koalicyjny Komitet Wyborczy SLD–Unia Pracy. W wyborach samorządowych 2006 bez powodzenia kandydował do Rady Powiatu Sanockiego z listy KW Towarzystwa Przyjaciół Sanoka i Ziemi Sanockiej.
Był zasłużonym dla Sanoka działaczem łyżwiarstwa szybkiego. W latach 70. został przewodniczącym Społecznego Komitetu Budowy Ośrodków Sportowych w Sanoku. W tym czasie zaangażował się w inicjatywę budowy basenów oraz toru lodowego MOSiR w Sanoku. 22 stycznia 1981 został wybrany członkiem 11-osobowego zarządu klubu sportowego ZKS Stal Sanok. Został wybrany prezesem zarządu powołanego 25 maja 1984 Okręgowego Związku Łyżwiarstwa Szybkiego w Sanoku, a także delegatem na Walny Zjazd Polskiego Związku Łyżwiarstwa Szybkiego. Stanowisko prezesa OZŁS sprawował w latach 80. i 90. Pełnił funkcję członka zarządu PZŁS. Był jednym z założycieli klubu SKŁ Górnik Sanok i przez wiele lat funkcjonował jako sekretarz w jego władzach. Uzyskał uprawnienia sędziego łyżwiarskiego klasy państwowej. W 2011, 2015 był wybierany wiceprezesem Podkarpackiego Okręgowego Związku Łyżwiarstwa Szybkiego i Wrotkarstwa.

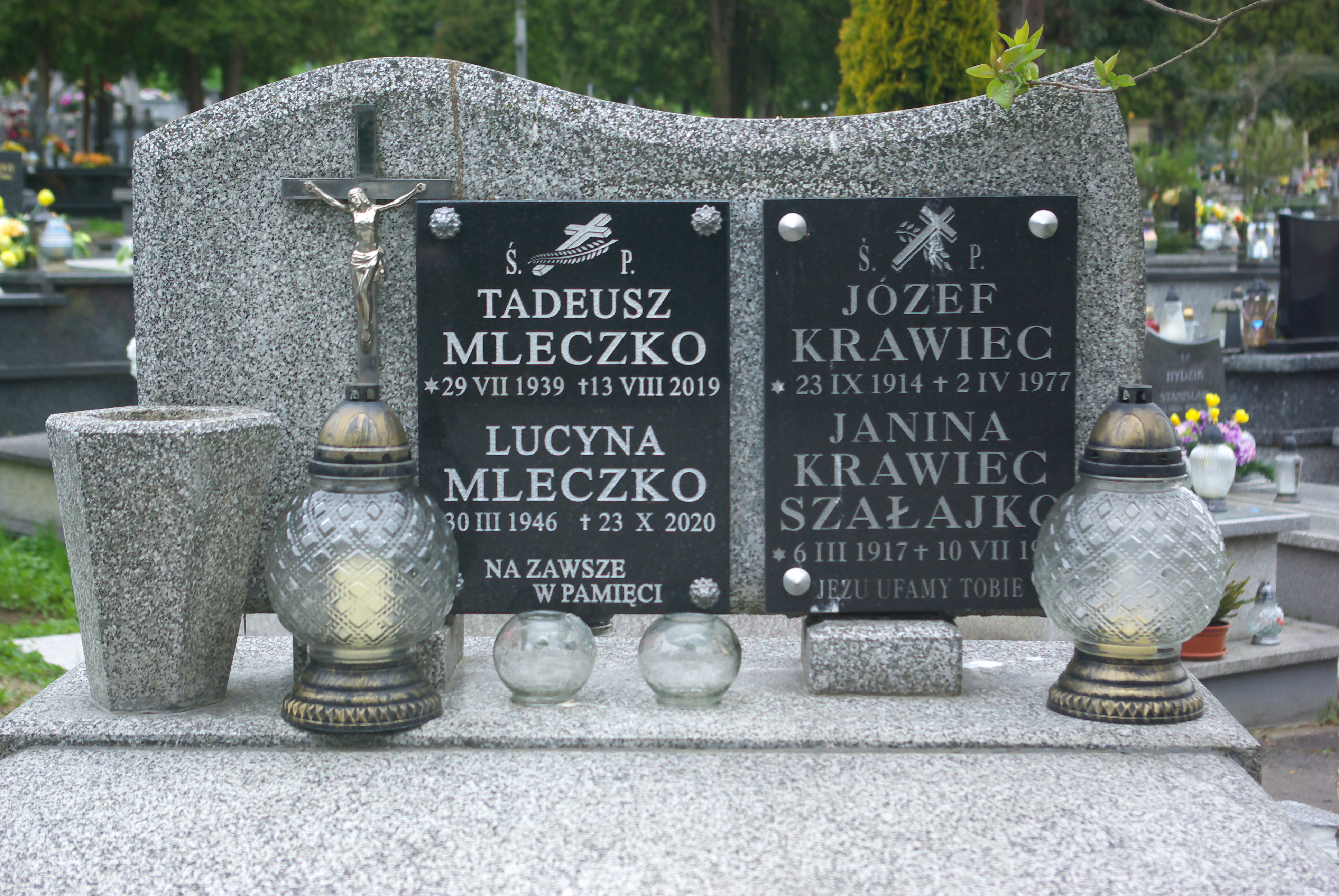
Nagrobek Tadeusza Mleczki

Był żonaty z Lucyną (1946-2020), miał dwóch synów. Zmarł 13 sierpnia 2019 w Sanoku w wieku 80 lat. Został pochowany na Cmentarzu Centralnym w Sanoku.

## Odznaczenia i nagrody
- Złoty Krzyż Zasługi (1978)[57]
- Brązowy Medal „Za zasługi dla obronności kraju” (1988)[58]
- Krzyż „Za Zasługi dla ZHP” (1975)[59]
- Złote odznaczenie im. Janka Krasickiego (1972/1973)[60]
- Odznaka „Zasłużony Działacz Frontu Jedności Narodu” (1977)[61]
- Srebrna odznaka „Zasłużony Działacz Kultury Fizycznej” (1976)[62]
- Złota Odznaka „Zasłużony Działacz Kultury Fizycznej” (1980)[63]
- Złota Odznaka Honorowa Towarzystwa Przyjaźni Polsko-Radzieckiej (1977)[64]
- Złota odznaka „Za pracę społeczną dla miasta Krakowa” (1978)[65][66]
- Odznaka „Za zasługi dla województwa krośnieńskiego” (1984)[67]
- Wpis do „Księgi zasłużonych dla województwa krośnieńskiego” (1984)[68]
- Złota odznaka Polskiego Związku Łyżwiarstwa Szybkiego (1984)[46]
- Nagroda wojewody krośnieńskiego (1988)[69][70]
- Nagroda Dyrektora Wydziału ds. Młodzieży i Kultury Fizycznej Urzędu Wojewódzkiego w Krośnie (1988)[71]
- Dyplom uznania za wybitne osiągnięcia i zaangażowanie w pracy ideowo-wychowawczej (1983)[72]
- Medal Sanockiego Zakładu Górnictwa Nafty i Gazu (2005)[73]
- Nagroda Burmistrza Miasta Sanoka dla trenerów i działaczy sportowych (2012)[74][75]